# (33824) 2000 DG31
2000 DG31 (asteroide 33824) é um asteroide da cintura principal. Possui uma excentricidade de 0.12891400 e uma inclinação de 1.81952º.
Este asteroide foi descoberto no dia 29 de fevereiro de 2000 por LINEAR em Socorro.